# Sayama

Sayama (狭山市 Sayama-shi?) este un municipiu din Japonia, prefectura Saitama.